# István Zsemlics
István Zsemlics oder Zsemlits (slowenisch: Števan Žemlič; * 9. Juli 1840 in Murska Sobota; † 10. November 1891 in Grad) war ein slowenischer Schriftsteller und römisch-katholischer Priester im Übermurgebiet.
István Zsemlics ist Sohn des Schusters József Zsemlits und von Anna Karlovics. Er besuchte die Grundschule in Güns (Kőszeg) und das Gymnasium in Steinamanger (Szombathely). Am 20. Juli 1863 wurde er zum Priester geweiht. Am 1. Juli 1870 wurde er zum Priester von Unterzemming (Alsószölnök) ernannt. Hier vollendete er sein Werk Návuk od szvétogá potrdjenyá szvesztva (erscheinen in Graz, 1871).